# Columbus (film 2017)
Columbus è un film del 2017 diretto da Kogonada.
Si tratta del debutto per il regista sul grande schermo.
Un uomo nato in Corea si ritrova bloccato a Columbus, nell'Indiana, dove il padre architetto è in coma. L'uomo incontra una giovane donna, appassionata di architettura, impiegata nella biblioteca cittadina. Invece di seguire i propri sogni, la ragazza è decisa a rimanere nella piccola città con la madre.
Il film è stato presentato al Sundance Film Festival e distribuito nelle sale statunitensi il 4 agosto dello stesso anno.

## Trama
Il protagonista Jin Lee giunge a Columbus dalla Corea del Sud per accudire suo padre che, in città per un seminario sull'architettura, viene colpito da un ictus durante una visita alla "Casa Miller" e quindi ricoverato in coma nell'ospedale locale. Durante la sua permanenza, Jin incontra Casey, una giovane donna impiegata nella biblioteca cittadina, che vive la madre, in cura per dipendenza dalla droghe, prendendosene cura.
Il rapporto tra Casey e Jin si sviluppa durante lunghe passeggiate per le strade della città, mentre osservano e commentano le architetture locali e, allo stesso tempo, aprendosi l'un l'altra. Jin rivela il proprio risentimento nei confronti del padre, secondo lui colpevole di averlo trascurato per concentrarsi sul proprio lavoro di architetto. Anche Casey si apre, confidando il suo sogno di lavorare nel mondo dell'architettura, ma ostacolata dall'impossibilità di abbandonare la madre. 
Una notte, vagando per la città, Casey e Jin scoprono che la madre di quest'ultima le ha mentito, ripiombando nel tunnel della droga. Casey si rende conto che è il momento di superare questa situazione e che la miglior soluzione per se stessa è lasciare Columbus per realizzare il suo sogno. Dopo un tenero abbraccio d'addio, Casey parte, lasciando Jin a Columbus per continuare a prendersi cura del padre.

## Produzione

### Riprese
L'architettura e i paesaggi sono grandi protagonisti del film, oltre a Casey e Jin. Columbus è una cittadina dell’Indiana soprannominata “l’Atene nella prateria”, un centro urbano del Midwest con poco più di 40.000 abitanti. L’industriale J. Irwin Miller, nei primi anni Cinquanta fondó la Cummins Foundation allo scopo di promuovere e sovvenzionare una serie di progetti architettonici: in particolare, costruzioni moderniste tra cui spiccano la First Christian Church di Eliel Saarinen, la Irwin Union Bank, la Miller House e la North Christian Church di Eero Saarinen, figlio di Eliel. La biblioteca Cleo Rogers Memorial di I. M. Pei. 
È alla Miller House, residenza privata di J. Irwin Miller progettata da Eero Saarinen con il contributo del paesaggista Dan Kiley e del designer d’interni Alexander Girard, che il film si apre e si chiude. 
Kogonada visitò Columbus durante le vacanze e, ispirato dalle architetture della città, decise che queste avessero un ruolo fondamentale nel suo primo film, descrivendo palazzi e architetture come "straordinaria premessa" alla storia dei due protagonisti.